# 1888
1888（千八百八十八、せんはっぴゃくはちじゅうはち）は自然数、また整数において、1887の次で1889の前の数である。

## 性質
- 1888は合成数であり、約数は1, 2, 4, 8, 16, 32, 59, 118, 236, 472, 944, 1888である。
  - 約数の和は3780。
- 1888 = 42 + 242 + 362 = 122 + 122 + 402
  - 3つの平方数の和2通りで表せる248番目の数である。1つ前は1885、次は1912。(オンライン整数列大辞典の数列 A025322)
- 1888 = 42 + 242 + 362
  - 異なる3つの平方数の和1通りで表せる222番目の数である。1つ前は1864、次は1920。(オンライン整数列大辞典の数列 A025339)
- 数の中に3桁のゾロ目をもつ26番目の数である。1つ前は1777、次は1999。(オンライン整数列大辞典の数列 A033284)
- 各位の和が25になる11番目の数である。1つ前は1879、次は1897。

## その他 1888 に関連すること
- 西暦1888年
- 1888は、ローマ数字を用いて現在までの西暦の暦号をあらわす場合において、最も多くの文字数を必要とする（13文字）。
- IEEE 1888

## 関連事項
- 数の一覧